# G 99-49
G 99-49 (GJ 3379 / LTT 17897) es una estrella en las cercanías del sistema solar que se encuentra a 17,2 años luz de distancia.
Situada en la constelación de Orión, es la estrella más próxima dentro de esta constelación.
Conocida comúnmente por su número de catálogo Giclas (G 99-49 o G099-49), solo recientemente se ha determinado su distancia con un margen de error suficientemente pequeño para asegurar que se encuentra entre las 100 estrellas más próximas al sistema solar.
G 99-49 es una enana roja de tipo espectral M3.5V con una masa de 0,24 masas solares.
Su radio es 1/4 parte del radio solar y gira sobre sí misma con una velocidad de rotación proyectada inferior a 3 km/s.
Su luminosidad bolométrica —en todas las longitudes de onda— equivale al 2,3 % de la luminosidad solar.
Posee un flujo magnético superficial moderado de 2000 G.
En la base de datos SIMBAD, aparece catalogada como estrella fulgurante; estas son estrellas que despiden llamaradas sufriendo aumentos bruscos e impredecibles en su luminosidad.
De magnitud aparente +11,33, G 99-49 se encuentra muy por debajo del umbral de brillo para que sea observable a simple vista.
Las estrellas más cercanas a G 99-49 son Gliese 205 —también en Orión—, a 3,05 años luz, Gliese 213, a 3,7 años luz, y Gliese 223.2, a 4,3 años luz.